# Anthonie Martinus de Jong
Anthonie Martinus de Jong, bekend als A.M. de Jong, (Amsterdam, 8 december 1851 – aldaar, 26 maart 1928) was een Nederlands organist, (koor)dirigent en componist.
Hij was zoon van kleermaker Caspar Balthasar Melchior de Jong en Cornelia Haanraadts. Hij was gehuwd met Anna Maria Francisca Smeenk en woonde vlak voor zijn overlijden aan het Sarphatipark 51. Hij werd begraven op de Begraafplaats Buitenveldert. 
Hij zat reeds op elfjarige leeftijd achter het orgel van de katholieke kerk in Krommenie. Daarna volgden de orgels van de Boom(s)kerk en kerk De Duif in Amsterdam, waar hij 36 jaar zou spelen.
Hij heeft leiding gegeven aan diverse koren zoals die van de liedertafel Zanglust uit Zaandam, Wormerveers Mannenkoor, Amstels Werkman, waarvan hij van een aantal ook de oprichter was. Voorts gaf hij muziekles, voornamelijk voor viool in de Zaanstreek.
Enkele werken:
- De zee (op tekst van F.G. Labout); een werk dat een verplicht werk was tijdens een zangwedstrijd in Edam juli 1908
- De storm en de eik, voor mannenkoor
- Waakt op!, op tekst van J.P.Heye
- Ave Verum, een verplicht werk voor een zangwedstrijd in Zaandam 1909
- De schoonste ster

Hij was officier de d’Académie contemporaine.
Amsterdam kent een A.M. de Jongstraat, doch die is vernoemd naar schrijver Adrianus Michiel de Jong. 